# La lycéenne se marie
Série
À nous les lycéennes
(1975) Les lycéennes redoublent
(1978)
Pour plus de détails, voir Fiche technique et Distribution.
La lycéenne se marie (Scandalo in famiglia) est un film italien réalisé par Marcello Andrei, sorti en 1976.

## Fiche technique
- Titre original : Scandalo in famiglia
- Titre français : La lycéenne se marie
- Réalisation : Marcello Andrei
- Scénario : Marcello Andrei
- Photographie : Luciano Trasatti
- Montage : Otello Colangeli
- Musique : Enrico Simonetti
- Pays d'origine : Italie
- Genre : comédie
- Date de sortie : 1976
- Interdit aux moins de 12 ans. Visa CNC 47831

## Distribution
- Gloria Guida : Elena
- Gianluigi Chirizzi : Saverio
- Lucretia Love : Nunziata
- Giuseppe Anatrelli
- Gianni Nazzaro
- Carlo Giuffré : Antonello
- Ines Pellegrini
- Clara Bindi

## SérieLa Lycéenne
- 1973 : La lycéenne découvre l'amour (La ragazzina) de Mario Imperoli
- 1975 : La lycéenne a grandi (Quella età maliziosa) de Silvio Amadio
- 1975 : À nous les lycéennes (La liceale) de Michele Massimo Tarantini
- 1976 : La lycéenne se marie (Scandalo in famiglia) de Marcello Andrei
- 1978 : Les lycéennes redoublent (La liceale nella classe dei ripetenti) de Mariano Laurenti
- 1979 : La lycéenne est dans les vaps (La liceale, il diavolo e l'acquasanta) de Nando Cicero
- 1979 : La lycéenne séduit ses professeurs (La liceale seduce i professori) de Mariano Laurenti
- 1981 : La lycéenne fait de l'œil au proviseur (La ripetente fa l'occhietto al preside) de Mariano Laurenti
- 1982 : La Lycéenne et les Fantômes (La casa stregata) de Bruno Corbucci